# Agrégation d'histoire
L'agrégation d'histoire est un concours français permettant le recrutement des professeurs agrégés enseignant l'histoire-géographie au collège, au lycée ou l'histoire en CPGE. 
Créée en 1943, comme l'agrégation de géographie, pour remplacer l'agrégation d'histoire et géographie, c'est l'une des agrégations littéraires les plus attractives et les plus sélectives. À ce titre, elle fait fréquemment office de critère de sélection pour enseigner l'histoire à l'université,.
Depuis 2011, comme pour toutes les agrégations, il est nécessaire d'être titulaire d'un master pour passer ce concours.

## Histoire
L'agrégation (masculine) d'histoire et de géographie est créée en 1831. La distinction entre les agrégations des deux disciplines est établie, sous l'influence du géographe Emmanuel de Martonne et l'accord du ministre historien antiquisant Jérôme Carcopino, en 1941 (décret et arrêté du 28 avril) puis entérinée définitivement par l'arrêté du 28 septembre 1943 : « il est institué une agrégation d'histoire et une agrégation de géographie ».

### Agrégation féminine
Tout au long du XIXe siècle, cette agrégation reste uniquement masculine. Une « section historique » est toutefois instaurée au sein de l'agrégation féminine des lettres afin de fournir des enseignantes en histoire et géographie aux lycées de jeunes filles.
Lors de la séparation entre agrégation d'histoire et agrégation (mixte) de géographie en 1944, l'agrégation d'histoire reste masculine.
La section historique de l'agrégation féminine, appelée agrégation féminine d'histoire et géographie après les années 1950, subsiste cependant jusqu'à la fusion des concours en 1976.

## L'organisation actuelle des épreuves
- Session d'admissibilité :

| Épreuve                      | Durée | Coefficient |
| ---------------------------- | ----- | ----------- |
| 1. Dissertation d'histoire   | 7 h   | 1           |
| 2. Dissertation d'histoire   | 7 h   | 1           |
| 3. Commentaire de texte      | 7 h   | 1           |
| 4. Composition de géographie | 7 h   | 1           |

Chacune des épreuves écrites d'histoire concerne obligatoirement une période historique différente. De plus, les deux dissertations sont données dans un ordre chronologique : si l'histoire médiévale, par exemple, tombe en première dissertation, la seconde dissertation portera systématiquement sur la question d'histoire moderne ou celle d'histoire contemporaine (et non d'histoire ancienne, qui peut cependant être posée en commentaire).
- Session pratiques et orales :

| Épreuve                                                      | Préparation | Durée                                       | Coefficient |
| ------------------------------------------------------------ | ----------- | ------------------------------------------- | ----------- |
| 1. Leçon d'histoire générale (« hors-programme »)            | 6 h         | 1 h (leçon : 30 min et entretien : 30 min)  | 2           |
| 2. Commentaire de document d'histoire                        | 6 h         | 1 h (leçon : 25 min et entretien : 35 min)  | 2           |
| 3. Explications d'une carte et/ou de documents géographiques | 6 h         | 1 h (exposé : 25 min et entretien : 35 min) | 2           |

## Les questions au programme
En histoire, deux questions sur quatre sont renouvelées chaque année, chaque question restant au programme deux ans. En géographie, une question sur la France est maintenue chaque année, tandis qu'une autre question change tous les ans. Depuis 2008, la question sur la France est thématique.

### Annales (1986-2022)
Synthèse des années 1986 à 2021 :

### Programme 2023
- Questions d'histoire :
  - ancienne : Le monde grec et l'Orient de 404 à 200 avant notre ère ;
  - médiévale : Villes et construction étatique en Europe du Nord-Ouest du XIIIe siècle au XVe siècle (Empire, anciens Pays-Bas, France, Angleterre) ;
  - (nouvelle question) moderne : Communautés et mobilités en Méditerranée de la fin XVe siècle au milieu du XVIIIe siècle ;
  - (nouvelle question) contemporaine : Les sociétés africaines et le monde : une histoire connectée (1900-1980).
- Questions de géographie :
  - Géographie des territoires : Populations, peuplement et territoires en France ;
  - (nouvelle question) Géographie thématique : L'Amérique latine ;

Sujets de la session 2023 :
- Dissertation 1 (médiévale) : Les villes capitales et la construction étatique
- Dissertation 2 (contemporaine) : Africaines et africains en lutte pour leurs droits
- Explication de texte (moderne) : Les communautés à Alger au début du XVIIIe siècle
- Dissertation de géographie : États, territoires et développement en Amérique latine

### Programme 2024
- Questions d'histoire :
  - (nouvelle question) ancienne : Gouverner un empire de 284 à 410 de notre ère ;
  - (nouvelle question) médiévale : Église, société et pouvoir dans la chrétienté latine (910-1274) ;
  - moderne : Communautés et mobilités en Méditerranée de la fin XVe siècle au milieu du XVIIIe siècle ;
  - contemporaine : Les sociétés africaines et le monde : une histoire connectée (1900-1980).
- Questions de géographie :
  - Géographie des territoires : Populations, peuplement et territoires en France ;
  - Géographie thématique : L'Amérique latine.

Sujets de la session 2024 :
- Dissertation 1 (ancienne) : Ordonner pour gouverner (284-410)
- Dissertation 2 (médiévale) : Moines et laïcs dans la Chrétienté latine (910-début du XIIIe siècle)
- Explication de texte (contemporaine) : Mémoires d'un étudiant africain d'Amady Aly Dieng
- Dissertation de géographie : Distance et espace vécu en France

### Programme 2025
- Questions d'histoire :
  - ancienne : Gouverner un empire de 284 à 410 de notre ère ;
  - médiévale :  Église, société et pouvoir dans la chrétienté latine (910-1274) ;
  - (nouvelle question) moderne : Pouvoirs et sociétés rurales : France et ses colonies (1634-1814) ;
  - (nouvelle question) contemporaine : Vivre à la campagne en France de 1815 aux années 1970 ;
- Questions de géographie :
  - (nouvelle question) Géographie des territoires : Les littoraux français ;
  - (nouvelle question) Géographie thématique : Environnements : approches géographiques.

Sujets de la session 2025 :
- Dissertation 1 (moderne) : L'esprit de clocher (1634-1814)
- Dissertation 2 (contemporaine) : Hommes et animaux dans les campagnes françaises (1815-1970)
- Explication de texte (ancienne) : Les Lepcitins et le comte d'Afrique Romanus d'après Ammien Marcellin
- Dissertation (géographie) : Gérer les risques environnementaux sur les littoraux français métropolitains et ultra-marins

### Programme 2026
- Questions d'histoire :
  - (nouvelle question) ancienne : Travailler en Grèce ancienne aux époques archaïque et classique (VIIIe - IVe siècles av. n.è.) ;
  - (nouvelle question) médiévale : Théories et pratiques du gouvernement impérial du début du VIIIe jusqu’au début du XIe siècle : Empire byzantin, monde islamique, Occident latin ;
  - moderne : Pouvoirs et sociétés rurales : France et ses colonies (1634-1814) ;
  - contemporaine : Vivre à la campagne en France de 1815 aux années 1970 ;
- Questions de géographie :
  - Géographie des territoires : Les littoraux français ;
  - Géographie thématique : Environnements : approches géographiques.

## Taux de réussite
| Année | Inscrits | Non éliminés  | Admissibles   | Admis         | Barre d'admissibilité/80 (/20) | Barre d'admission/200 (/20) |
| ----- | -------- | ------------- | ------------- | ------------- | ------------------------------ | --------------------------- |
| 2003  | 3 061    | 1 770 (58 %)  | 269 (15 %)    | 134 (7,6 %)   | 33 (8,25)                      | 86,3 (8,63)                 |
| 2004  | 3 049    | 1 763 (58 %)  | 238 (13,5 %)  | 115 (6,5 %)   | 32,5 (8,125)                   | 82,5 (8,25)                 |
| 2005  | 3 118    | 1 788 (57 %)  | 254 (14 %)    | 128 (7,2 %)   | 33,5 (8,375)                   | 81 (8,1)                    |
| 2006  | 2 989    | 1 575 (53 %)  | 208 (13 %)    | 92 (5,8 %)    | 34,5 (8,625)                   | 90 (9)                      |
| 2007  | 2 721    | 1 389 (51 %)  | 199 (14 %)    | 92 (6,6 %)    | 34,5 (8,625)                   | 88 (8,8)                    |
| 2008  | 2 624    | 1 398 (53 %)  | 193 (14 %)    | 83 (5,9 %)    | 35 (8,75)                      | 91 (9,1)                    |
| 2009  | 2 309    | 1 234 (53 %)  | 172 (14 %)    | 84 (6,8 %)    | 33,5 (8,375)                   | 85,5 (8,55)                 |
| 2010  | 2 113    | 1 051 (50 %)  | 165 (16 %)    | 84 (8 %)      | 34,5 (8,625)                   | 87,5 (8,75)                 |
| 2011  | 1 654    | 561 (34 %)    | 143 (25 %)    | 71 (12,7 %)   | 31 (7,75)                      | 87,5 (8,75)                 |
| 2012  | 1 692    | 644 (38 %)    | 145 (23 %)    | 70 (10,9 %)   | 31,5 (7,88)                    | 95 (9,5)                    |
| 2013  | 1 937    | 748 (39 %)    | 198 (26,5 %)  | 100 (12,5 %)  | 32 (8)                         | 92 (9,2)                    |
| 2014  | 1 569    | 747 (47 %)    | 164 (22 %)    | 80 (10,7 %)   | 33 (8,25)                      | 93 (9,3)                    |
| 2015  | 1 502    | 714 (47,5 %)  | 185 (26 %)    | 91 (12,7 %)   | 32 (8)                         | 91 (9,1)                    |
| 2016  | 1 677    | 817 (49 %)    | 189 (23 %)    | 96 (11,75 %)  | 31,5 (7,875)                   | 91,5 (9,15)                 |
| 2017  | 1 599    | 735 (46 %)    | 180 (24,5 %)  | 90 (12,24 %)  | 31,6 (7,9)                     | 91,5 (9,15)                 |
| 2018  | 1 467    | 679 (46 %)    | 152 (22,4 %)  | 72 (10,31 %)  | 36 (9)                         | 100 (10)                    |
| 2019  | 1 352    | 638 (47,2 %)  | 159 (24,9 %)  | 72 (11,28 %)  | 37 (9,25)                      | 105 (10,5)                  |
| 2020  | 1 314    | 606 (46,12 %) | Néant         | 73 (12,5 %)   | Néant                          | 43/80 (10,75)               |
| 2021  | 1 251    | 639 (51,5 %)  | 150 (23,5 %)  | 73 (11,4 %)   | 37 (9,25)                      | (10,15)                     |
| 2022  | 927      | 512 (55,23 %) | 156 (30,47 %) | 74 (14,45 %)  | 36,5 (9,13)                    | 103 (10,30)                 |
| 2023  | 797      | 498 (62,48 %) | 169 (33,94 %) | 83 (16,67 %)  | -                              | -                           |
| 2024  | 974      | 609 (62,52 %) | 179 (29,39 %) | 102 (16,75 %) | 38 (9,5)                       | 100 (10)                    |

Entre 2003 et 2009, le nombre de candidats effectifs a diminué de 30 %, sans compenser la raréfaction des postes (-37 % sur la période). D'année en année, le concours est donc de plus en plus sélectif : de 2003 à 2010, le taux d'admission réel n'a jamais dépassé la barre des 8 %, et de 2003 à 2010 (sauf en 2007), le pourcentage d'admis par rapport aux non éliminés était inférieur à celui de l'agrégation de philosophie. En 2011, à la suite d'une très forte baisse du nombre de candidats non éliminés, l'agrégation d'histoire est redevenue moins sélective que celle de philosophie, le oscillant entre 10,3 et 12,7 % jusqu'en 2021.
Sur une période de vingt ans, de 2003 à 2023, le nombre de candidats a diminué de 74 %. Cette baisse s'explique, en partie, par la raréfaction des postes ouverts ainsi que par la dissociation des programmes de l'agrégation et du CAPES, à partir de 2022. Entre 2021 et 2023, le nombre d'inscrits à l'agrégation a diminué de 36 %.
Le taux de réussite est très variable selon les académies. Il est exceptionnellement élevé dans les académies de Créteil-Paris-Versailles et de Lyon en raison de la présence des écoles normales supérieures de la rue d'Ulm, de Lyon, de Cachan (les étudiants de cette dernière bénéficiant de la préparation proposée par la rue d'Ulm), de l'École des Chartes, de Sciences Po Paris et de facultés réputées comme Paris-I et Paris-IV.

## Jugements négatifs d'historiens sur l'agrégation d'histoire
En 1883, Ernest Lavisse, s'adressant aux étudiants parisiens, juge que : 
|  |

« l'agrégation ne demandera pas à ceux d'entre vous qui se décideront pour l'histoire de l'antiquité la moindre notion d'épigraphie ou d'archéologie ; ni à ceux qui choisiront l'histoire du Moyen Âge la moindre notion de paléographie ou de diplomatique ou de philologie médiéviste [...] et tout cela qu'on ne vous demandera point, vous sera indispensable ».
En 1888, Ernest Denis, qui sera détenteur de la chaire d'histoire moderne de la Sorbonne, et qui était lui-même agrégé, considérait à propos de l'agrégation qu'« il n'y a qu'un moyen de l'améliorer, c'est de la supprimer » - ce qu'en 1966 Jacques Le Goff qualifiera de « propos, hélas ! toujours actuels, et qui risquent fort de le demeurer ! » En 1892, c'est Ferdinand Lot (chartiste, non agrégé, qui lui aussi termina sa carrière comme professeur d'histoire, en l'occurrence médiévale, à la Sorbonne) qui jugeait « que l'agrégation est une institution malfaisante qui, plus que toute autre, a contribué à notre abaissement scientifique, que c'est un chancre rongeur qui dévore l'intelligence des maîtres et des étudiants ».
Après ce tir groupé de jugements à la fin du XIXe siècle, lié aux projets de réforme du système éducatif entraînés par l'avènement de la Troisième République, c'est dans un autre contexte de bouleversement politique, en l'occurrence celui du Front populaire, que réapparaît un avis tranché sur le caractère nocif de l'agrégation d'histoire, en l'occurrence sous la plume de Marc Bloch et Lucien Febvre en leur qualité de directeurs des Annales : « L'agrégation n'est qu'un des rouages d'un formidable mécanisme dont l'emprise s'étend, chez nous, très au-delà de l'Université. Bien aveugle, en effet, l'observateur que n'inquièterait pas, jusqu'à l'angoisse, la part croissante prise, dans le destin des meilleurs de nos jeunes hommes, par l'examen, le concours, l'épreuve académique, avec leurs suites quasi fatales : le « bachotage », le conformisme intellectuel, l'élimination des scrupuleux [...] Parmi tous les vices d'un pareil régime, le plus immédiatement sensible est sans doute de détourner perpétuellement le professeur, qui est, et doit être en même temps un chercheur, de l'objet de ses études propres. [...] Il y a plus grave encore. Ce qu'impose le despotisme de l'agrégation, ce n'est pas seulement le sujet, c'est la manière de le traiter. [...] Elle n'est pas, notre production historique française, seulement beaucoup trop pauvre. Elle est aussi beaucoup trop stéréotypée. Elle abonde en manuels d'un type uniforme et traditionnel. À l'origine, une thèse de doctorat, très neuve, très originale, capable de bouleverser bien des horizons ; puis des livres plus généraux, clairs, solides, mais qui ne bouleversent plus rien du tout et, doucement, sont retombés aux anciennes ornières. [...] Point difficile de reconnaître, dans ces ouvrages, d'excellents cours d'agrégation ».

## Polémique lors de la session 2011
L'agrégation d'histoire a fait l'objet d'une attention exceptionnelle de la part du grand public lors de la session 2011 : le texte donné à l'épreuve de commentaire historique était en effet présenté comme un authentique texte médiéval rédigé au XVe siècle, alors qu'il s'agissait en réalité d'une reconstitution romancée de Palémon Glorieux publiée en 1964. Les deux historiennes à l'origine du sujet, Catherine Vincent et Denyse Riche, ont démissionné du jury après la révélation de leur erreur dans les médias français. Le ministère de l'Éducation nationale a officiellement pris position en annonçant que cette erreur, si elle n'était pas conforme à la rigueur scientifique requise, n'entraînait pas pour autant l'annulation de l'épreuve puisque le principe d'égalité entre les candidats n'avait pas été enfreint.

## Lauréats célèbres
Parmi les lauréats célèbres de l'agrégation d'histoire-géographie puis d'histoire, on peut citer : 
- Alexandre Adler (1974)
- Maurice Agulhon (1950)
- Lucie Aubrac (1938)
- Alfred Baudrillart (1881)
- François Bédarida (1949)
- Alain Besançon (1957)
- Georges Bidault (1925)
- Marc Bloch (1908)
- François Bluche (1950)
- Fernand Braudel (1922)
- Jérôme Carcopino (1904)
- Pierre Chaunu (1947)
- Suzanne Citron (1946)
- Philippe Contamine (1956)
- Joël Cornette (1974)
- Denis Crouzet (1976)
- Élisabeth Crouzet-Pavan (1976)
- Daniel-Rops (1922)
- Jean Delumeau (1947)
- Albert Demangeon (1895)
- Georges Duby (1942)
- Jacques Droz (1932)
- Jacques Dupâquier (1949)
- Jean-Baptiste Duroselle (1943)
- Victor Duruy (1833)
- Jean Favier (1959)
- Lucien Febvre (1902)
- Robert Fossier (1953)
- François Furet (1954)
- Max Gallo (1960)
- Benoît Garnot (1976)
- Pierre Gaxotte (1920)
- Pierre George (1930)
- Raoul Girardet (1944)
- Jacques Godechot (1928)
- Pierre Goubert (1948)
- Julien Gracq (1934)
- Jules Isaac (1902)
- Jean Jacquart (1951)
- Jean-Noël Jeanneney (1965)
- Louis Joxe (1925)
- Camille Jullian (1880)
- Dominique Kalifa (1981)
- Roger Karoutchi (1974)
- André Kaspi (1961)
- Annie Kriegel (1948)
- Michel Labrousse (1935)
- Mathilde Larrère (1994)
- Henry Laurens (1980)
- Ernest Lavisse (1865)
- Marc Lazar (1979)
- Stéphane Lebecq (1969)
- François Lebrun (1956)
- Jean-Yves Le Drian (1971)
- Georges Lefebvre (1898)
- Jacques Le Goff (1950)
- Emmanuel Le Roy Ladurie (1953)
- Robert Mandrou (1950)
- Henri-Irénée Marrou (1929)
- Jacques Marseille (1969)
- Emmanuel de Martonne (1895)
- Roland Marx (1956)
- Albert Mathiez (1897)
- Pierre Miquel (1955)
- Claude Mossé (1944)
- Robert Muchembled (1967)
- Pierre Nora (1958)
- Jacques Ozouf (1954)
- Jean Poperen (1947)
- Antoine Prost (1957)
- Madeleine Rebérioux (1945)
- Jean-Pierre Rioux (1964)
- Romain Rolland (1889)
- Henry Rousso (1977)
- Maurice Sartre (1968)
- Annie Sartre-Fauriat (1973)
- Charles Seignobos (1877)
- Jean-François Sirinelli (1973)
- Albert Soboul (1938)
- Jean-René Suratteau (1945)
- Amédée Thalamas (1892)
- Albert Thibaudet (1908)
- Valérie Toureille (2000)
- Jean Tulard (1958)
- Maurice Vaïsse (1967)
- Jacques Verger (1966)
- Paul Vidal de La Blache (1866)
- Pierre Vidal-Naquet (1955)
- Laurent Wauquiez (1997)
- Olivier Wieviorka (1984)
- Michel Winock (1961)
- Laurent Wirth (1979)